# Réthoville
Réthoville is een plaats en voormalige gemeente in het Franse departement Manche in de regio Normandië en telt 124 inwoners (1999).De plaats maakt deel uit van het arrondissement Cherbourg.

## Geschiedenis
Op 1 januari 2016 werd Réthoville een commune déléguée van de commune nouvelle Vicq-sur-Mer. Deze status werd op 15 maart 2020 opgeheven.

## Geografie
De oppervlakte van Réthoville bedraagt 3,5 km², de bevolkingsdichtheid is 35,4 inwoners per km².
De onderstaande kaart toont de ligging van Réthoville met de belangrijkste infrastructuur en aangrenzende gemeenten.

## Demografie
Onderstaande figuur toont het verloop van het inwonertal.
Angoville-en-Saire · Cosqueville · Gouberville · Néville-sur-Mer · Réthoville · Vrasville